# Palacio Sorzano de Tejada
El Palacio Sorzano de Tejada, conocido también como Palacio Romero de Tejada, es un palacete situado en la ciudad de Orihuela y sede del Museo de la Fundación Pedrera Martínez.

## Historia
En 1804 Matías Sorzano de Nájera, uno de los personajes más ricos y poderosos del siglo XIX en Orihuela, solicitó al Ayuntamiento  el reconocimiento de su condición de noble por ser divisero del señorío del Solar de Tejada.
Una vez reconocida su nobleza, ésta le permitió gozar de numerosos privilegios así como ostentar su escudo, que colocó en la esquina izquierda de la fachada de su casa-palacio, edificio construido entre los siglos XVIII y XIX, frente a los más aristocráticos de la ciudad en la calle del Ángel (actual López Pozas).
Matías Sorzano de Nájera pagó en 1820 la cantidad de 51 439 reales en monedas de oro y plata a Josefa Sardo de Raymundo y a su hija Bárbara, por dos casas adyacentes que poseían pro indiviso y que lindaban con la suya. La unión de estas tres propiedades dio lugar al palacio actual.

## El Palacio
El edificio, de finales del XVIII y principios del XIX, está formado por sótano, planta baja, piso principal y dos más sobre él, con cuatro huecos de arco de medio punto en cada altura. Las puertas de los tres balcones de la planta principal están rematadas con sendos frontones, siendo curvo el central.
En cada extremo de la fachada se abre una puerta, ambas adinteladas en piedra. La principal es la izquierda. Por una escalera compensada, iluminada por una lámpara de cristal de Bohemia, se llega al primer piso, donde se encuentra el Salón de los Espejos, lugar donde se realizan conciertos y actividades culturales.
En la segunda se ubica la capilla con un altar de estructura clásica. El edificio, de estilo neoclásico, fue ampliado en el siglo XIX. En un principio el palacio tenía dos pisos, aunque más tarde se añadió un tercero y quedó oculta la cúpula de la capilla. En su interior se encuentran salones, capilla y un sótano que conserva la cocina antigua.
El interior fue muy transformado en una restauración en el periodo 1998 - 1999. El resultado es un interior ecléctico, donde se reúnen azulejos decimonónicos con artesonados neomudéjares, lámparas de araña y salones de espejos. Una vez restaurado el edificio se convirtió en Colegio Mayor Universitario adscrito a la Universidad Miguel Hernández de Elche. 

## Blasón

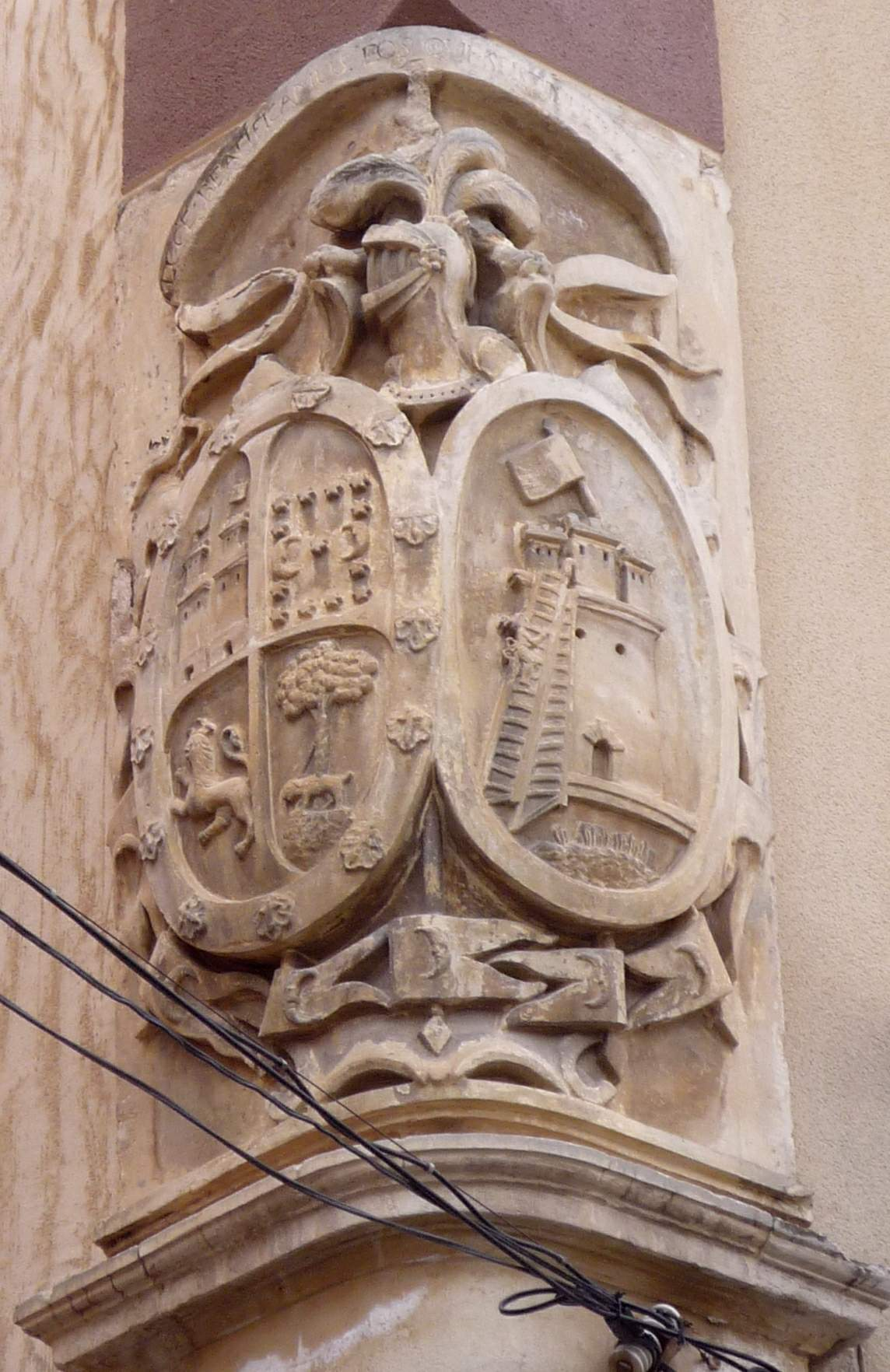
Blasón del Señorío del Solar de Tejada

El blasón que luce en la esquina del palacio, otorgado por el rey Ramiro I a Sancho Fernández de Tejada, se compone de cuatro cuarteles divididos por una cruz patada de la Orden de San Juan.
- En el primer campo aparecen dos castillos almenados de los que sale una bandera, en recuerdo de las que erigió Sancho Fernández de Tejada en los fuertes de Viguera y Clavijo.
- El segundo muestra dos medias lunas con trece estrellas alrededor que representan a Sancho, a su esposa y a sus trece hijos.
- En el tercer campo, un león rampante recuerda su parentesco con la casa real de León.
- En el cuarto y último se evidencia la vinculación de los solares de Tejada y de Valdeosera con un tejo al que está atado un oso.

Los cuarteles del escudo están adornados por trece veneras y cruces de Santiago, que muestran la relación de sus trece hijos con la Orden de Santiago.
Sus batallas triunfales frente a los musulmanes, como manifiestan las puntas hacia abajo de las medias lunas que portan, están representadas por trece banderas alrededor del escudo. La divisa superior del escudo dice: «Ecce beatificamus eos qui sustinverunt» (Ved que ensalzamos a los que sufrieron).
El escudo que lo acompaña representa a un guerrero ascendiendo en solitario al asalto de una torre o castillo y hace referencia al apellido de su esposa, Ángela Adalid.
En la bordura del blasón, aunque no en el de piedra de la fachada, se lee «Laudeamus viros gloriosus et parentes nostros in generatione sua» (Honremos a nuestros gloriosos antepasados en todas las generaciones).

## Museo Fundación Pedrera
En 2010 el entonces propietario, el empresario y mecenas Antonio Pedrera Martínez, a través de la Fundación que lleva sus apellidos, cedió el uso de gran parte del edificio, así como más de 500 obras pictóricas de su colección particular a la ciudad de Orihuela con el fin de crear un museo. Tras algunos contratiempos, nació así en 2011 el Museo Fundación Pedrera. En la segunda y tercera plantas se encuentran las salas de exposición. En el palacio se exhibe la obra, perteneciente a la Fundación, del pintor oriolano Joaquín Agrasot.
También, dentro de este convenio, el Ayuntamiento de Orihuela y la Universidad de Valencia suscribieron un acuerdo para realizar diferentes actividades culturales en el palacio.
En 2017, la Fundación, alegando incumplimientos del acuerdo por parte del Ayuntamiento de Orihuela, solicitó obtener de nuevo la propiedad del palacio, a lo que el Ayuntamiento se negó en 2020, rechazando de plano las acusaciones.

## Otros proyectos
- Wikimedia Commons alberga una categoría multimedia sobre Palacio Sorzano de Tejada.

- Datos: Q78582150
- Multimedia: Palace of Sorzano Nájera de Tejada / Q78582150